# Mafalda Pereira
Mafalda Queiroz Pereira (ur. 27 października 1976) – portugalska narciarka dowolna specjalizująca się w skokach akrobatycznych, olimpijka (1998). Pierwsza w historii kobieta reprezentująca Portugalię na zimowych igrzyskach olimpijskich.

## Życiorys
Narciarstwo dowolne zaczęła uprawiać w wieku 16 lat.
W styczniu i lutym 1996 roku trzykrotnie stanęła na podium zawodów Pucharu Europy – dwukrotnie w Piancavallo i raz w Bledzie zajęła trzecie miejsce w skokach akrobatycznych. W grudniu 1996 roku zajęła 20. miejsce w Pucharze Świata w Tignes. W grudniu 1997 roku w tej samej miejscowości była 15. W sezonie 1997/1998 uplasowała się ponadto na 27. miejscu w Piancavallo, na 21. miejscu w Mont Tremblant, na 5. miejscu w Blackcomb, na 20. miejscu w Breckenridge i na 12. miejscu w Châtel. Piąta lokata w Blackcomb była najlepszym jej rezultatem w karierze w zawodach Pucharu Świata. Dzięki tym rezultatom uplasowała się na 21. miejscu w klasyfikacji PŚ w skokach akrobatycznych i na 55. miejscu w klasyfikacji generalnej PŚ w narciarstwie dowolnym.
W lutym 1998 roku wystąpiła na igrzyskach olimpijskich w Nagano. Została w ten sposób pierwszą kobietą, która reprezentowała Portugalię na zimowych igrzyskach olimpijskich. Podczas ceremonii otwarcia pełniła rolę chorążego reprezentacji Portugalii. W zawodach olimpijskich w skokach akrobatycznych swój udział zakończyła na kwalifikacjach, w których zajęła 21. miejsce w gronie 24 zawodniczek. Za pierwszy skok uzyskała notę 60,90 pkt (22. miejsce), a za drugi – 57,96 pkt (19. miejsce).
W styczniu i lutym 1999 roku uczestniczyła w Pucharze Świata. W Mont Tremblant uplasowała się na 9. miejscu, w Steamboat była 10., w Heavenly 13., a w Altenmarkt-Zauchensee 8. Wyniki te dały zawodniczce 9. miejsce w klasyfikacji PŚ w skokach akrobatycznych i 18. w klasyfikacji generalnej PŚ w narciarstwie dowolnym.